# دردار أياماتسوي

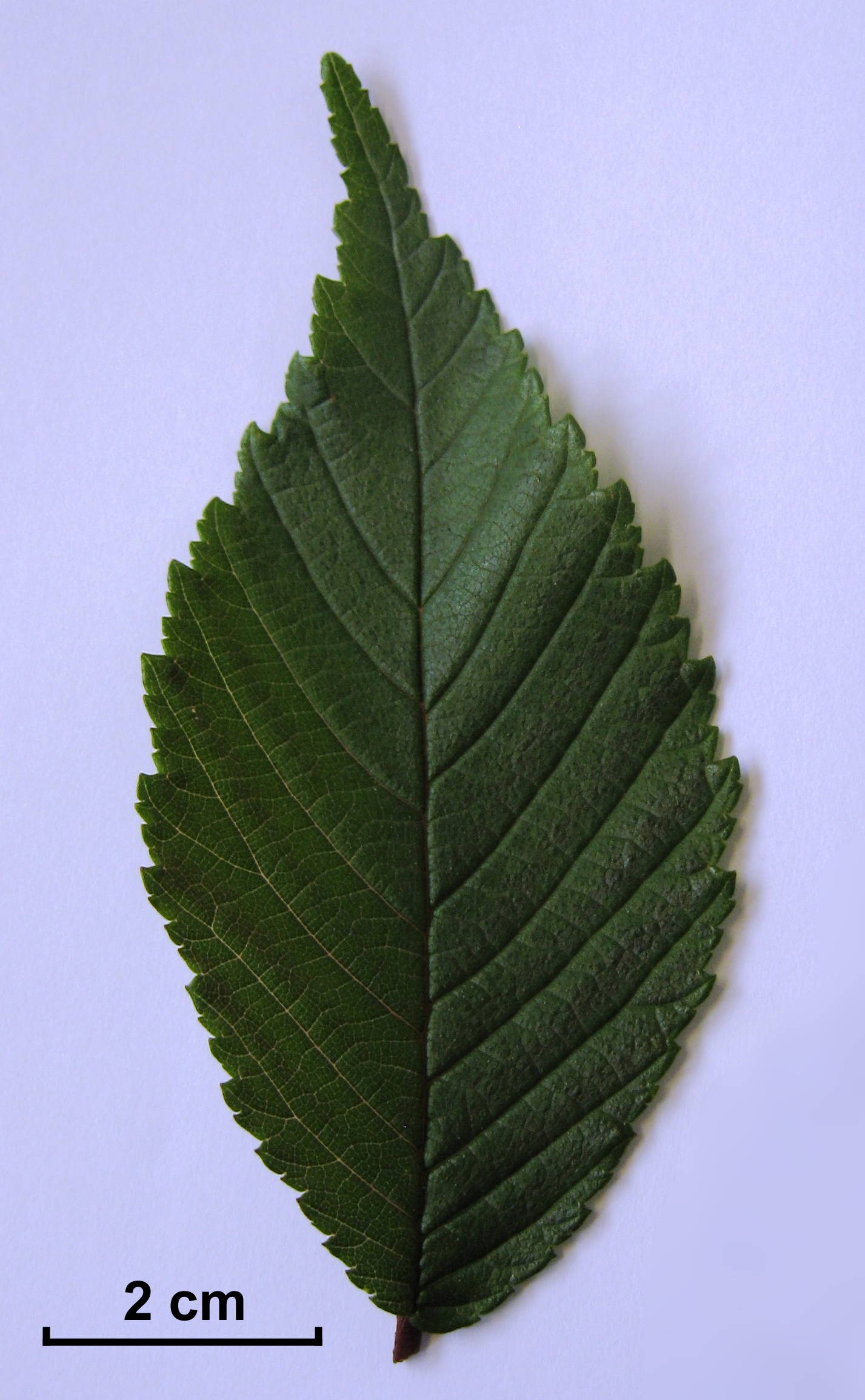

دردار أياماتسوي (الاسم العلمي:Ulmus uyematsui) هو نوع من النباتات يتبع جنس الدردار من الفصيلة الدردارية.
سمي هذا النوع من الأشجار من قبل عالم النبات الياباني بونزو هاياتا تكريما ل ك. أياماتسو الذي قام بتجميع عيينات من هذه الشجرة